# 皇沐樊
皇 沐樊（すめらぎ もくはん、本名：佐藤 昇（さとう のぼる）、旧姓：王 昇（おう のぼる）、1989年6月6日 - ）は、日本と中国の混血(クォーター)。日本の小説家、実業家。
株式会社オフィス皇代表取締役。NPO法人地球市民交流会(GCI)代表理事。一般社団法人在日黒竜江省同郷会東京分会理事。

## 来歴

### 生い立ち
1989年6月6日、中華人民共和国黒竜江省ハルビン市出身。一人っ子。母方の祖母は、1945年終戦時に肉親と生き別れとなり、中国に取り残された残留孤児である。一家は日中国交正常化後、1984年に日本へ帰化したが、皇の父親の意向として、出生の為だけに一時ハルビンへ戻ったことから、皇の出生地はハルビンとなる。
生後１ヶ月より東京で育つ。幼少の頃は、家の事情により東京都内を転々とし引っ越しを繰り返していた。また、簡単な中国語を聞き取れることはできていたが、話すことが全くできなかった。
小学1年生の頃、東京都港区立青南小学校に通う。この時の国籍はまだ中国籍であり、姓は王であった。
小学2年生の頃、東京都足立区立渕江第一小学校へ転校。この頃より、日本国籍となり、姓が佐藤となった。佐藤という名字は、皇の祖母が終戦当時生き別れた肉親の姓である。小学2年生頃からは、両親が仕事の都合により度々中国へ行く機会が増え、学校行事にもほとんど参加することはなかった。その間は残留孤児であった祖母に面倒を見てもらっていた。祖母のことは大好きであったが、日本語のつたない祖母とは十分なコミュニケーションが取れずにいた。一般的な日本家庭とは異なる自分の家の環境に対して、また、自分自身が純粋な日本人でないことに対してずっとコンプレックスを抱いており、友達の親が作るお弁当や家での食事内容、学校行事に親が普通に参加してくれる友達を羨ましく思っていた。また、学校のクラス内にて、中国といえば皇という空気感を作り出す先生の言動に対して、心底やめてほしいと感じていた。
小学5年生頃、叔父の家庭に子供(皇の従兄弟にあたる)が生まれたことにより、祖母は叔父の家を生活拠点とするようになり、相変わらず中国と頻繁に行き来していた両親が日本にいない間は、両親から事前に渡された現金を元に1人でやりくりをしていた。その他、近所の人からおはぎ、駄菓子屋や唐揚げ屋から食べ物を度々恵んでもらっていた。学校が終わり、誰もいない家に帰ることが嫌だった皇は、よく友達の家に遊びに行ったり、外が暗くなってからは悪童仲間と頻繁にゲームセンターや公園に入り浸るようになった。そんな生活に嫌気がさした皇は、ある日中国へ留学に行きたいと両親に告げた。祖母や両親が育ったハルビンのことを知り、自身も中国語が話せるようになれば、両親との間にある隔たりも無くなると当時は思っていた。
小学6年生の頃、両親の反対を押し切った形で中国ハルビン市立徳強小学校へ転校し、寮生活を送ることとなった。ドアも壁もないトイレ環境に対し一番のカルチャーショックを受けたという。転校した時期、クラスの歴史の授業では、ちょうど抗日戦争についての内容が教えられていたこともあり、中国語を話すことがほとんどできなかった皇は、頻繁に他クラスの生徒たちに呼び出されては暴力を受け、そして暴力で返し、同じクラスの一部生徒たちからは陰湿なイジメを受けても、何食わぬ態度を貫いた。臆することなく全ての喧嘩を一人で買い続けた結果、半年程が経過した頃には学校中に友達ができた。また、当時のルームメイトたちは最初から皇に対してとても親切にしてくれていた。
小学校から高校まで一貫制であった為、そのまま徳強中学校へと進学した。中学校へ上がってからは、外部進学してきた生徒たちや上級生たちと頻繁に喧嘩をしたり、深夜に寮を抜け出し、学校の塀を飛び越えては街に繰り出しタバコやお酒を覚えるようになった。一方で、運動神経が良かった皇は、クラスの体育委員を務め、学校を代表しハルビン市の陸上大会に出場したり、水泳に関しては当時15歳であったにもかかわらず、骨格の大きさにより黒竜江省の大会「17歳の部・自由形100・200m」で省3位を獲得した。
徳強中学での生活に終止符を打つきっかけとなったのは、当時恋愛禁止であった学校の規則を破り、恋愛してしまったからである。
その後、両親は一時皇を日本へ帰国させたが、皇は半ば強引にハルビン市内で転校先を見つけて勝手に転校した。しかし中学3年の夏を迎えた頃、真剣に進路のことを考えるようになり、結局日本へと帰国することとなった。
現在の皇という人物の原点はハルビンで培った3年間が大きく起因している。
帰国後は、東京都私立帝京中学・高等学校へ編入した。また、同時期より学校の近くにアパートを借り、一人暮らしを始めた。ハルビン時代での生活に比べ、どこか物足りなさを感じた皇は、交換留学制度があることを理由に、帰国子女枠として同校への編入をした。

### 高校時代
高校は帝京高等学校インターナショナルコースへと進学すると同時に、ラグビー部に所属した。高校1年の夏頃から高校2年の夏にかけて、英国スコットランドのSt.Machar Academyに留学した。最初のホームステイ先ではホストファザーに食事もまともに与えられず、しまいには金銭をせびられる等のトラブルに見舞われたが、後のホームステイ先には恵まれた。後のホームステイ先は大家族であり、皇はそこで初めて家族の暖かさを知ったという。留学期間を終え、日本へ帰国する日にホストファミリーから授かった家の鍵を、皇は今でも大切に持っているという。
帰国後はそのまま帝京高等学校に戻ったが、留学中、学業を疎かにし遊び呆けていたことから単位を取得できず、帰国後の進級が危ぶまれたが、当時の担任の計らいで、ラグビーでの成績やボランティア活動等学業外での成績が評価され、なんとか進級することができた。その後は、日本で語学を活かしたボランティア活動や、老人ホーム、養護学校等のボランティアと学業、ラグビー部としての活動を並立させた。参加したボランティア系組織の中には、「JUNEC-こども国連環境会議推進協会」や「NPO法人地球市民交流会-GCI」等がある。「地球市民交流会-GCI」に関しては、当時同組織内部で「GCI-Jr.」を立ち上げ、自身と同じく帰国子女を中心に延べ40人程の学生を統率して、人権、環境、子どもをテーマとした様々な活動を行った。現在「GCI-Jr.」は存続していないが、皇は現在もなお同団体の理事を務めている。
また、高校在学中には中央大学主催の「高校生地球環境論文賞」で優秀賞、毎日企画サービス主催「日韓高校生支援論文」受賞、高校生新聞社賞等を受賞した。同校の同期には福岡ソフトバンクホークス所属の中村晃等がいる。

### 大学時代
高校卒業後、皇は中国関連の仕事に就いた。当時の職業についての情報は公開されていないが、一年程修行をしたという。その翌年には、群馬県太田市にて空白の一年を過ごした。この一年間の過ごし方についても、謎に包まれている。
2010年、中国の北京外国語大学に入学。入学後に飛び級をした為、在学期間三年を経て同校を卒業した。在学期間中は、学業の他に、各国の留学生たちを中心とした活動を積極的に行なう等、高校の時からのボランティア精神は貫いていた。また、大学三年の頃より個人で貿易事業を開始し、日系企業の中国進出及び中国展開のコーディネート・サポートや日中双方企業のマッチング等を行っていた。大学四年の頃、北京外国語大学に通いながら、同時に、北京電影学院にも一年間通っていた。この頃より、処女作となる「不確かな血」の執筆を開始。また、北京外国語大学卒業時には、中国の農村とボランティアについて執筆した論文が「最優秀卒業論文賞」を受賞、他「最優秀社会活動賞」も受賞した。

### 作家デビュー
2015年8月、中国人民日報出版社より長編小説「不確かな血」(中国語タイトル：问血)を中国にて全国出版した。同作を執筆したきっかけについて、皇は、中国の背景を有しながらも日本で育った、自身と似通った背景を持つ者たちが多く集まっていた北京外国語大学ではあったが、皇自身を含め、ほとんどの者たちが自分たちの祖父母や親世代の経験を知っていなかった現状を認識し、これでは自分たちの代で日中両国の狭間で戦争を経験した者たちの意志や想いが途絶えてしまうと感じたことから、同作の執筆を決意した。
2015年8月に「不確かな血」(中国語タイトル：问血)を出版する以前より、皇は映画製作に興味を抱いていた。中国北京市を拠点に、貿易業を継続しながら、珠江电影制片厂出身の映画プロデューサー、张天喜の元で映画プロデュースについて学んだ。また、2017年頃からは、长春电影制片厂出身の中国国家一級監督、康宁の自宅に住む込みで映画監督及び映画脚本の書き方を半年程学んだ。
また、これまで手掛けてきた事業分野としてはプロジェクト型案件が多く、その他医療・環境保全技術の対中輸出、モノの輸出入、日系企業の対中進出のコーディネート等を主としてきた一方で、皇自身も留学関連の事業やクラシック音楽関連の事業に携わった経歴がある。2017年頃には、日本で食用ザリガニの養殖事業に着手しようとするものの、途中で皇自身本プロジェクトから自主撤退し、当時所有していた養殖技術やマニュアル等を全て破棄した。背景には、皇自身今後の地球環境や生き物の生命について重く受け止めるようになったからである。
皇自身による主な経営・運営組織として、NFLO株式会社 (2015年-2017年)代表取締役、株式会社One Stage (2019年-2020年) 代表取締役、NPO法人地球市民交流会(GCI)(2007年-)理事、一般社団法人在日黒竜江省同郷会東京分会(2019年-)理事などがある。

## 人物
家族や中国の友人らからは幼い頃より「六六(りゅうりゅう)」という愛称で親しまれている。この愛称は6月6日生まれということから由来している。
幼少の頃は完全な日本人ともなければ、完全な中国人でもない自身の存在に対しコンプレックスと葛藤を抱いており、在日二世である両親との間に隔たりを感じていた。しかしハルビン留学中に中国語が話せるようになってからは、凄まじい反抗期を迎え、当時は両親と何度も対立し、皇のことは誰も手に負えなかった。しかし唯一、皇に中国語を教えてくれたハルビン留学時代の最初の担任の言うことだけに対しては聞く耳を持てた。その担任が皇の人生の恩師でもある。
高校・大学時代はよく周囲の学生や仲間を集めて社会活動をするなど、企画力とリーダーシップには優れていた。
大学卒業頃、父親の多額の借金を肩代わりすることとなり、当時より自身の人脈を活かして貿易事業を展開するようになる。皇自身は執筆、映画製作に専念したかったが、なかなかその道一本に踏み出せずにいた。2018年末頃、実家の事情により中国での映画事業を一時諦め、日本へ本帰国した。2020年末頃より、日本での執筆活動を開始した。
2021年4月に皇沐樊へと改名した背景には、今後創作活動をしていく上で、佐藤昇だと出世しないと中国の占い師に諭された為、当占い師に名付けてもらった。
現在、普段は都内を拠点としているが、休みがあるとすかさず何かと愛犬と共に自然を求め地方に出かけるという。
愛犬の名は「順順（シュンシュン）」、純秋田犬である。
また、改名後、皇自身ヴィーガン食を日常の食生活に積極的に取り入れるようになり、今後は完全なヴィーガンに向けて徐々に調整中である。ヴィーガンになることを決意した背景には、元々地球環境や動物に関心があったからである。普段の食生活はヴィーガン食以外にも、精進料理等を好んでよく食している。
執筆中の皇には愛煙家としての一面もあり、現在でも手巻き煙草を好み、巻紙、煙草の葉、フィルター、いずれにおいてもこだわりがある。

## 作品

### 小説
『不確かな血: 今の日本人が最も知るべき中国との物語。』(文景坊出版、2020年9月、ISBN 978-4-43-427959-1)
長編小説「不確かな血」は、戦後70年に当たる2015年8月、中国語タイトル「问血」として、中国人民日報出版社より中国にて全国出版された長編小説である。日本では、2020年9月に株式会社文景坊出版より全国出版された。本作は、著者である皇（佐藤昇）の幼少の頃からの体験を軸に、残留孤児とその後代について描かれた作品である。以下、本作概要である。
残留孤児三世の佐々木春(李春)は、幼少時代を日本で過ごしていたが、１１歳の頃、中国黒龍江省ハルビンの私立学校に留学した。春が転校した「徳強小学校」では、歴史の授業で「抗日戦争」の内容が教えられていたこともあり、春は学校中の生徒たちの目の仇にされてしまう。周囲の生徒たちからの容赦なき差別を受け続ける中、春のクラスメイトでもあり、ルームメイトたちだけは、日本人というレッテルを余所に、そんな春を「友達」として受け入れてくれた。
日中間に根付く歴史が原因で差別の対象となった春は、次第に日中の「過去」を知ることとなる。同時に、在日二世である両親との隔たりや、周囲の友達と自身との違いに悩み、葛藤し、自分の存在意義にさえ疑問を抱くようになる。
仲間との出逢い、日本人を憎しむ者との衝突、中国人との恋、親との対立、歴史との直面。激動のハルビンでの留学生活の最後は、日本人である春を恨ましいと想う者の企てにより、突如終わりを迎えることとなる。
その後日本へ帰国し六年の歳月が過ぎた頃、春は在日中国人たちと出会う。そこにもまた、歴史が残した両国民間に潜む根深い溝が存在していた。日本での生活に落ち着いていた春であったが、再び中国へ気持ちを馳せるようになり、北京の大学へと入学する。
そこで、自身と似通った生い立ち背景を持つ「日籍華僑」と呼ばれる仲間と出会う。彼らと共に過ごす日々の中、春はようやく自身の存在意義に一つの答えを見出す。しかしそんな中、日中の政治的問題により、とある事件に巻き込まれてしまった春は、中国から「強制退去」を告げられてしまう。

## 外部サイト
- 皇沐樊公式サイト - 公式サイト
- 皇沐樊Instagram - 公式インスタグラム
- NPO法人　地球市民交流会(GCI) - 運営組織